# Thierry Brinkman
Thierry Brinkman (Bilthoven, 19 de março de 1995) é um jogador de hóquei sobre a grama neerlandês.

## Carreira
Thierry começou a jogar hóquei no seu clube local SCHC, de onde saiu em 2010, para jogar nas categorias de base do SV Kampong. Estreou-se na primeira equipa aos dezassete anos na temporada 2012-2013. Em 2015 transferiu-se para o Bloemendaal. Com o Bloemendaal, ganhou a Euro Hockey League de 2017-18. Na sua quarta temporada com o Bloemendaal, ganhou o seu primeiro título nacional holandês ao derrotar o seu antigo clube Kampong na final. Após nove anos no Bloemendaal, mudou-se para o Den Bosch, onde assinou um contrato até 2028.
Brinkman jogou pela seleção nacional júnior na Copa do Mundo Júnior de 2013 em Nova Déli, Índia. No torneio, ele marcou seis gols, ajudando a Holanda a ganhar a medalha de bronze. Brinkman novamente representou a Holanda na Copa do Mundo Júnior em Lucknow, Índia, onde a equipe terminou em 7º lugar.
Ele estreou pela seleção principal em 2015, em uma partida de teste contra a África do Sul, na Cidade do Cabo. Brinkman representou a Holanda no Troféu dos Campeões de Hóquei Masculino de 2018 em Breda, Holanda, onde a equipe ganhou uma medalha de bronze. Em outubro de 2018, ele foi nomeado para a seleção holandesa para a Copa do Mundo de 2018, o que significava que ele estava prestes a fazer sua estreia na Copa do Mundo. Ele jogou em todas as sete partidas e marcou quatro gols, eles acabaram perdendo na final para a Bélgica. Em junho de 2019, ele foi selecionado para a seleção da Holanda para o Campeonato EuroHockey de 2019. Eles ganharam a medalha de bronze ao derrotar a Alemanha por 4–0.
Nos Jogos Olímpicos de Verão de 2024, em Paris, conquistou a medalha de ouro no torneio masculino do hóquei sobre a grama, após vencer na final confronto contra a equipe alemã por pênaltis.